# I’m Not Jesus
I’m Not Jesus – singel fińskiej grupy muzycznej Apocalyptica promujący jej szósty album studyjny zatytułowany Worlds Collide. Gościnnie w utworze zaśpiewał Corey Taylor znany z występów w amerykańskim zespole Slipknot. Piosenkę wyprodukowaną przez Jacoba Hellnera napisali Geno Lenardo, Johnny Andrews oraz Apocalyptica. Wydawnictwo, w formie płyty CD ukazało się 31 sierpnia 2007 roku nakładem wytwórni muzycznej GUN Records. W formie digital download singiel trafił do sprzedaży 14 września tego samego roku nakładem 20-20 Entertainment LLC/Sony BMG Music Entertainment.
Do utworu powstał wideoklip, który wyreżyserował Tony Petrossian, mający w dorobku współpracę m.in. z takimi wykonawcami jak: Stone Sour, Slayer oraz Avenged Sevenfold.

## Lista utworów
Opracowano na podstawie materiału źródłowego.
| Singel CD | Singel CD        | Singel CD                                  | Singel CD |
| Nr        | Tytuł utworu     | Autorzy                                    | Długość   |
| --------- | ---------------- | ------------------------------------------ | --------- |
| 1.        | „I’m Not Jesus”  | Apocalyptica, Geno Lenardo, Johnny Andrews | 3:34      |
| 2.        | „Worlds Collide” | Eicca Toppinen                             | 4:28      |
|           |                  |                                            | 8:02      |

| Singiel CD, Enhanced | Singiel CD, Enhanced    | Singiel CD, Enhanced                       | Singiel CD, Enhanced |
| Nr                   | Tytuł utworu            | Autorzy                                    | Długość              |
| -------------------- | ----------------------- | ------------------------------------------ | -------------------- |
| 1.                   | „I’m Not Jesus”         | Apocalyptica, Geno Lenardo, Johnny Andrews |                      |
| 2.                   | „Worlds Collide”        | Eicca Toppinen                             |                      |
| 3.                   | „SOS” (Instrumental)    | Eicca Toppinen                             |                      |
| 4.                   | „Burn”                  | Eicca Toppinen                             |                      |
| 5.                   | „I’m Not Jesus” (wideo) | Apocalyptica, Geno Lenardo, Johnny Andrews |                      |

| Promo CD | Promo CD                   | Promo CD                                   | Promo CD |
| Nr       | Tytuł utworu               | Autorzy                                    | Długość  |
| -------- | -------------------------- | ------------------------------------------ | -------- |
| 1.       | „I’m Not Jesus” (Explicit) | Apocalyptica, Geno Lenardo, Johnny Andrews |          |
| 2.       | „I’m Not Jesus” (Clean)    | Apocalyptica, Geno Lenardo, Johnny Andrews |          |

| 7" | 7"              | 7"                                         | 7"      |
| Nr | Tytuł utworu    | Autorzy                                    | Długość |
| -- | --------------- | ------------------------------------------ | ------- |
| 1. | „I’m Not Jesus” | Apocalyptica, Geno Lenardo, Johnny Andrews |         |
| 2. | „SOS”           | Eicca Toppinen                             |         |

## Wydania
| Rok  | Nr katalogowy | Format               | Wydawca                                               | Region          | Źródło |
| ---- | ------------- | -------------------- | ----------------------------------------------------- | --------------- | ------ |
| 2007 | 88697 14377 2 | Singel CD            | GUN Records                                           | Niemcy          | [ 2 ]  |
| 2007 | 88697 14378 2 | Singiel CD, Enhanced | GUN Records                                           | Niemcy          | [ 2 ]  |
| 2007 | 88697 15559 7 | 7"                   | Sony BMG Music Entertainment                          | Wielka Brytania | [ 2 ]  |
| 2007 | 88697 15559 2 | Singel CD            | Zomba                                                 | Wielka Brytania | [ 2 ]  |
| 2007 | 88697143792   | Promo CD             | 20-20 Entertainment LLC /Sony BMG Music Entertainment | Europa          | [ 2 ]  |

## Notowania
| Lista                           | Kraj              | Pozycja |
| ------------------------------- | ----------------- | ------- |
| Billboard Alternative Songs     | Stany Zjednoczone | 15      |
| Billboard Hot Rock Songs        | Stany Zjednoczone | 9       |
| Billboard Mainstream Rock Songs | Stany Zjednoczone | 9       |
| Suomen virallinen lista         | Finlandia         | 15      |
| Media Control Charts            | Niemcy            | 55      |